# Bombardier-Doppelstockwagen
Die Bombardier-Doppelstockwagen (englisch Bombardier Double-deck Coach) sind ursprünglich vom Waggonbau Görlitz konzipierte Doppelstockwagen, die nach dem Übergang zu Bombardier Transportation 1998 unter deren Marke weitergeführt wurden, und in den jüngeren Generationen auch unter dem Namen Bombardier Twindexx Vario vermarktet werden.

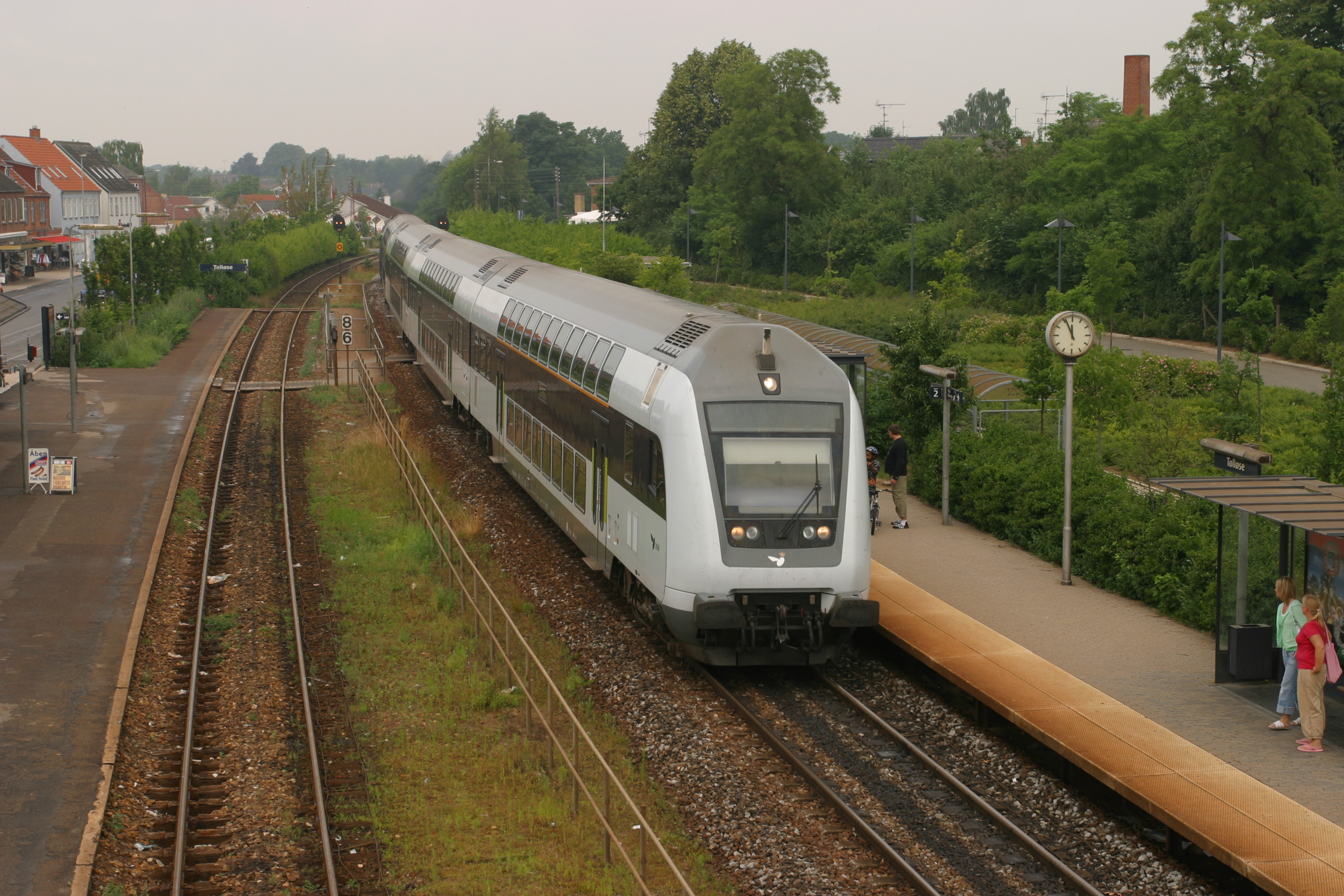
Bombardier-Doppelstockwagen in Dänemark

## Begriffsbestimmung
Im deutschsprachigen Raum wird der Wagentyp vom Hersteller nur Bombardier-Doppelstockwagen genannt, da hier nur diese Typen im Einsatz sind. Die hier beschriebenen Bombardier-Doppelstockwagen sollten dabei nicht mit den BiLevel und den MultiLevel-Wagen (Mehr-Ebenen-Wagen) für die Märkte in Nordamerika verwechselt werden. Alle in den Produktbezeichnungen verwendeten englischen Begriffe BiLevel Coach (Zwei-Ebenen-Wagen), MultiLevel Coach (Mehr-Ebenen-Wagen) und Double-deck Coach (Doppelstockwagen) werden im Deutschen einheitlich mit Doppelstockwagen übersetzt. Zur Unterscheidung wird umgangssprachlich auch von Bombardier DD Doppelstockwagen gesprochen.

## Geschichte

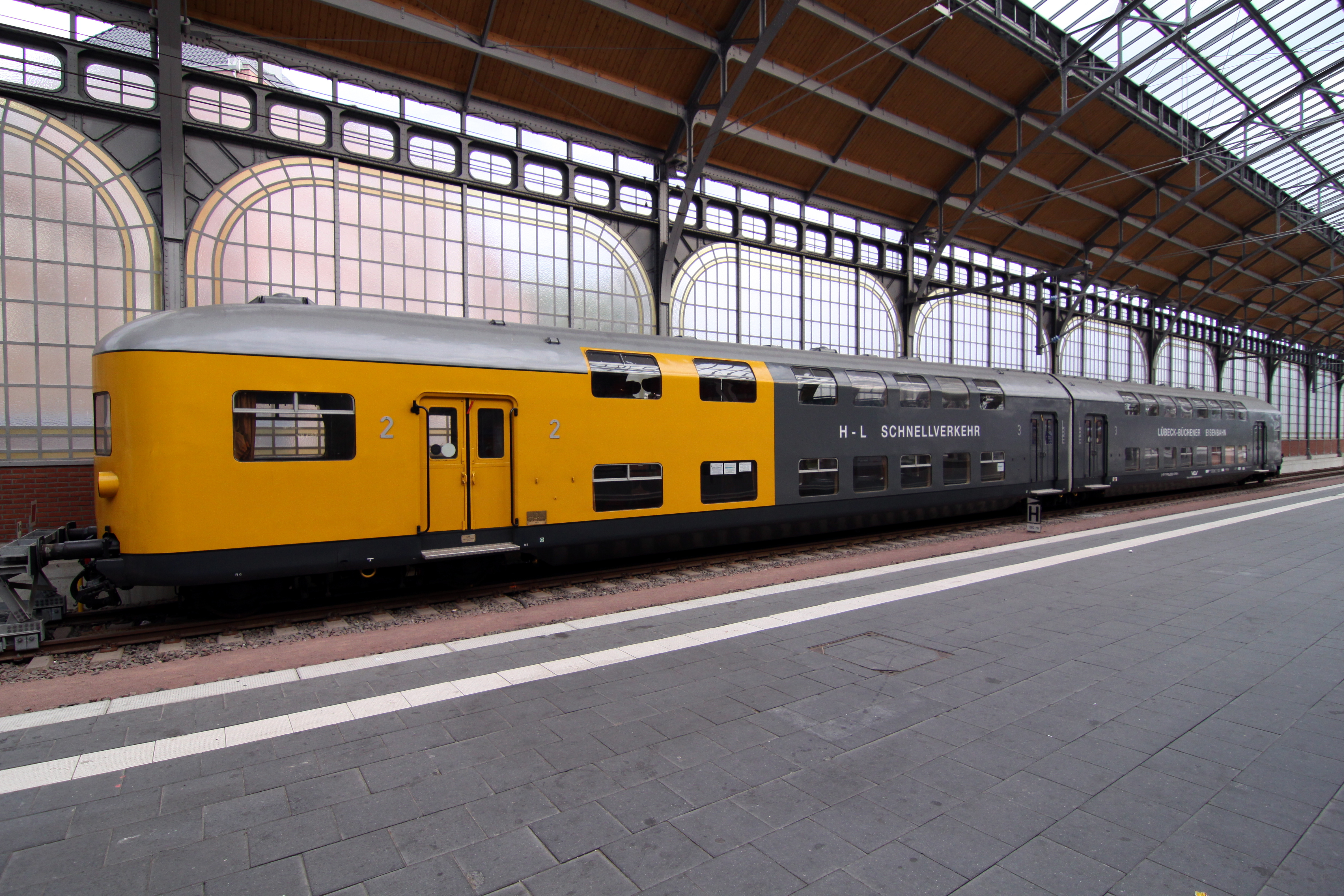
Doppelstock-Stromlinien-Wendezugeinheit LBE DW 8

Die ersten Doppelstockwagen am Standort Görlitz wurden 1935 durch die Waggon- und Maschinenbau Görlitz (Wumag) für den Doppelstock-Stromlinien-Wendezug der LBE hergestellt. Wumag baute drei der insgesamt acht Wagen. Nach dem Zweiten Weltkrieg wurden zwei- und vierteilige Doppelstockeinheiten nach dem Vorbild der LBE-Fahrzeuge sowie fünfteilige Doppelstockgliederzüge, jeweils in mehreren Versionen entwickelt. Aus den Erfahrungen mit den schlecht an schwankenden Bedarf anpassbaren, da im Betrieb nicht trennbaren mehrteiligen Einheiten entstand ab 1970 ein neuer Wagentyp, der »Doppelstock-Standard-Sitzwagen«. Zwei Prototypen wurden 1971 gebaut und auf der Leipziger Frühjahrsmesse 1972 der Öffentlichkeit vorgestellt. Bei diesen beiden Wagen lagen die Einstiege erstmals im Unterstock. Damit ergab sich bei einer Bahnsteighöhe von 550 mm ein stufenloser Einstieg, bei 380 bzw. 760 mm ist nur eine Stufe zu überwinden. Zusätzlich wurden außenlaufende Schiebetüren vorgesehen. Der dadurch mögliche Verzicht auf Trittkästen und Türtaschen vereinfachte die Kastenkonstruktion bei gleichzeitig erhöhter Steifigkeit und geringerer Korrosionsanfälligkeit. 1974 begann die Serienproduktion von Mittel- und Steuerwagen. Im Produktionszeitraum wurden sie kontinuierlich weiterentwickelt, beispielsweise erhielt die Deutsche Reichsbahn ab 1986 Wagen mit Scheibenbremsen. Die Wagen wurden auch in die Tschechoslowakei, nach Polen und Rumänien in größeren Stückzahlen exportiert.
Nach der deutschen Wiedervereinigung wurde bei Waggonbau Görlitz, nun als Teil der Deutschen Waggonbau AG (DWA), an den Nachfolgegenerationen gearbeitet.
Seit 2009 werden die Wagen unter dem Namen TWINDEXX Vario vermarktet. 2010 bestellten die Schweizerischen Bundesbahnen mit dem SBB RABe 502 die Hochgeschwindigkeitsvariante Twindexx Express.

## Varianten

### DR-Einzelwagen

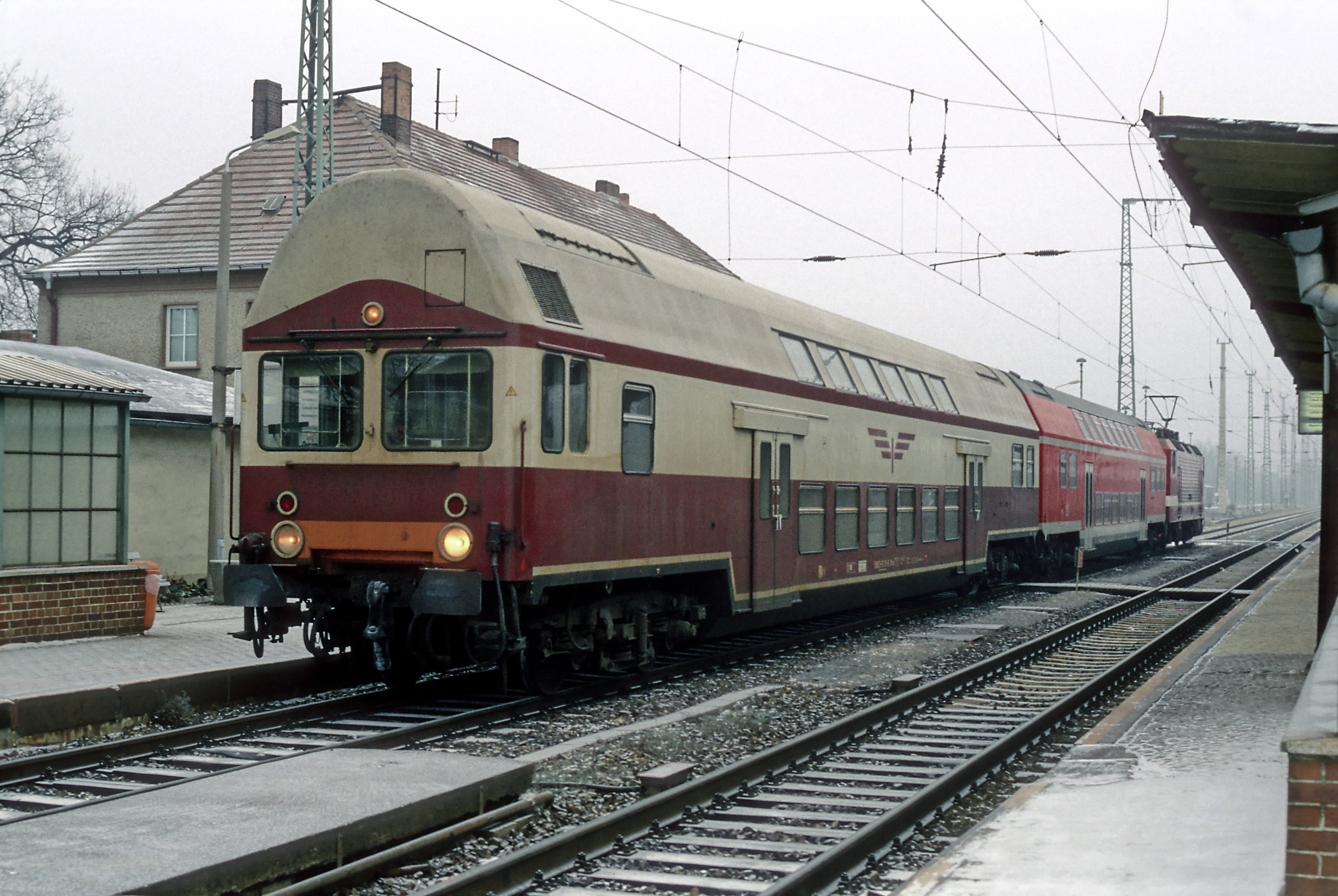
Doppelstocksteuerwagen der Deutschen Reichsbahn in Calau

Die erste Generation von Doppelstockeinzelwagen des Waggonbau Görlitz wurde in den Jahren 1974 (Vorserie, erkennbar an den Einstiegstüren mit asymmetrischen Kiekertschlössern) und 1976 bis 1991 gebaut, sie wurden an die Deutsche Reichsbahn und die Staatsbahnen Bulgariens, Polens, Rumäniens und der Tschechoslowakei geliefert. Steuerwagen wurden nicht exportiert. Die Wagen wurden in den ersten Baujahren mit Drehgestellen der Bauart Görlitz VI K-Do mit Klotzbremsen ausgeliefert, seit 1986 mit solchen der Bauart Görlitz VI S-Do und damit mit Scheibenbremsen.
Die Wagen besitzen Drehgestelle der Bauart Görlitz VI-S Do. Jedes Drehgestell verfügt eine separate Bremsanlage mit eigenem Steuerventil. Die zulässige Geschwindigkeit dieser Wagen beträgt abhängig von der verbauten Bremse (mit jeweils fester Bremsstellung P oder R) 120 oder 140 km/h. Die Energieversorgung erfolge bei den Wagen der Baujahre bis 1985 durch Achsgeneratoren, danach über die Zugsammelschiene. Wegen des Einsatzgebietes wurden nur Einspannungsspeisegeräte eingebaut. Die Luftheizung konnte elektrisch oder mit Dampf betrieben werden, mit der Umstellung auf die zentrale Energieversorgung entfiel die Dampfheizmöglichkeit.

### Steuerwagen der BA 760

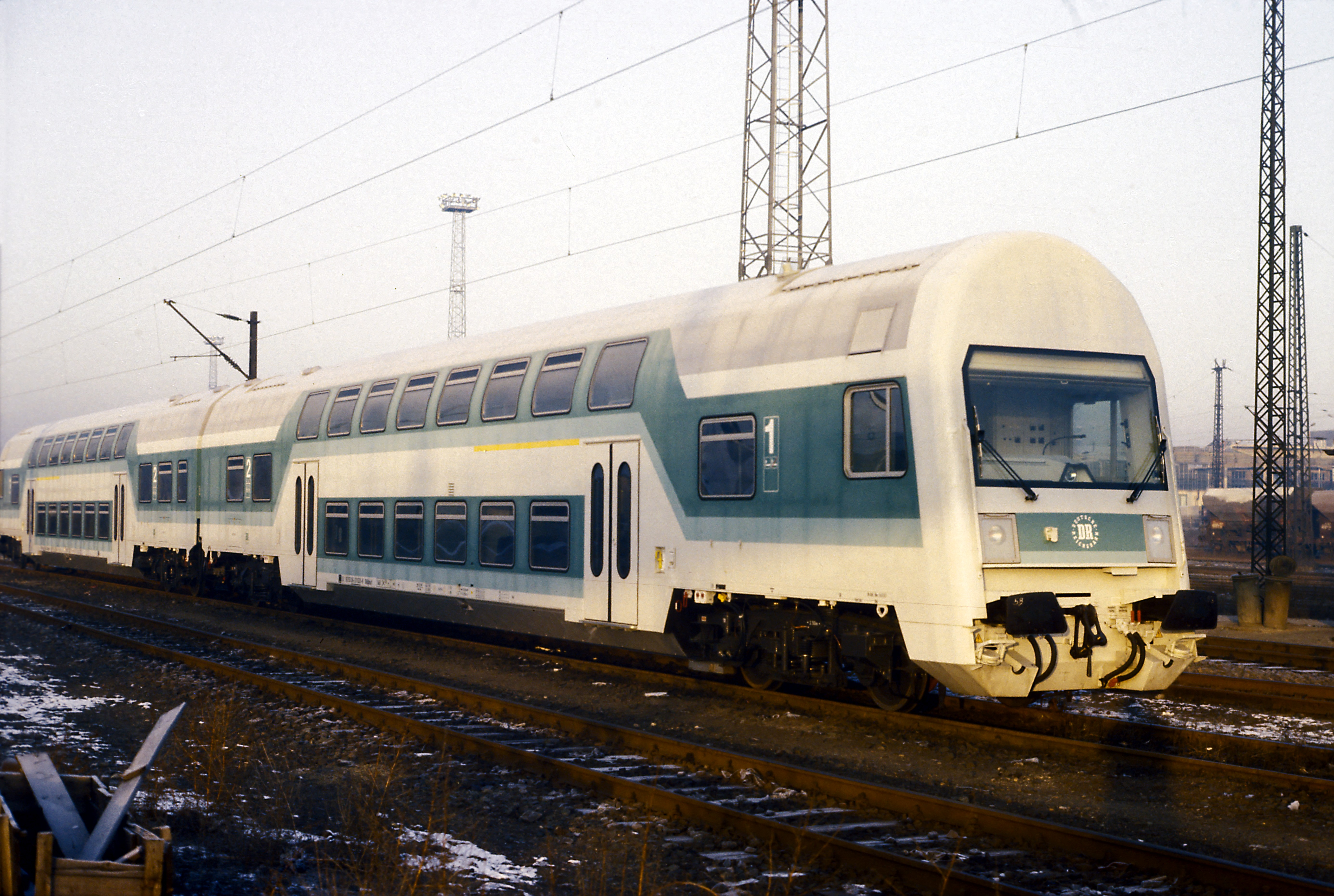
Steuerwagen der Bauart 760 bei Auslieferung in den damals aktuellen Produktfarben des Nahverkehrs

Nach der Wende wurde der VEB Waggonbau Görlitz privatisiert und als GmbH weitergeführt. Die mittlerweile fast zwanzig Jahre alte Konstruktion der Doppelstockwagen wurde überarbeitet. Zwischen 1992 und 1993 wurden 100 mit 140 km/h einsetzbare Steuerwagen für die Deutsche Reichsbahn und Deutsche Bundesbahn hergestellt. Diese Wagen entsprechen weitgehend den bisherigen Görlitzer Doppelstockwagen, erhielten aber eine ausgerundete Dachform anstelle der bisherigen schrägen Fensterleiste, die die Kopffreiheit der Fensterplätze im Oberstock deutlich verbesserte, sowie im geschlossenen Zustand außenwandbündige Schwenkschiebetüren für die bessere mechanische Außenreinigung.
Die Steuerwagen der Bauart 760 besitzen einen Führertisch nach dem Vorbild der DR-Baureihe 243 und  können sowohl mit konventioneller 34-poliger Wendezugsteuerung (KWS) als auch mit zeitmultiplexer Wendezugsteuerung (ZWS) eingesetzt werden. Bei Nutzung der ZWS steht die volle Funktionalität der Hauptsteuerung wie beim Fahren von der Lok aus – inklusive Geschwindigkeits- und Zugkraftvorwahl – zur Verfügung; bei Nutzung der KWS ist nur das Fahren per Hilfssteuerung möglich. Der Einsatz dieser Steuerwagen ist nur mit den Lokomotiven der Baureihen 112/114/143 zugelassen.

### Dosto 93 / Schindler-Wagen
Die Deutsche Bundesbahn erhielt 1993 eine Serie von 75 Mittelwagen, die zwar ebenfalls vom Waggonbau Görlitz hergestellt wurden, aber anders als die kurz zuvor gelieferten Steuerwagen nicht auf den Görlitzer Doppelstockwagen, sondern auf von Schindler Waggon entwickelten Wagen der Zürcher S-Bahn mit Einstiegen in den Zwischenstock über den Drehgestellen basierten. Die Schindler-Wagen beruhen wiederum auf einer Lizenz der Talbot-Doppelstockwagen für die Niederländische Staatsbahn, womit Waggonbau Görlitz auch ein Kooperationsabkommen mit Talbot schließen musste. Auch diese Wagen erhielten einen gegenüber den DR-Wagen vergrößerten Wagenkastenquerschnitt und Schwenkschiebetüren.
Als Besonderheit laufen die Wagen statt auf Drehgestellen der Bauart Görlitz auf solchen des Schweizer Herstellers SIG. Eine weitere Besonderheit stellt das gesickte Dach dar, das die Wagen äußerlich leicht erkennbar macht.

### Dosto 94

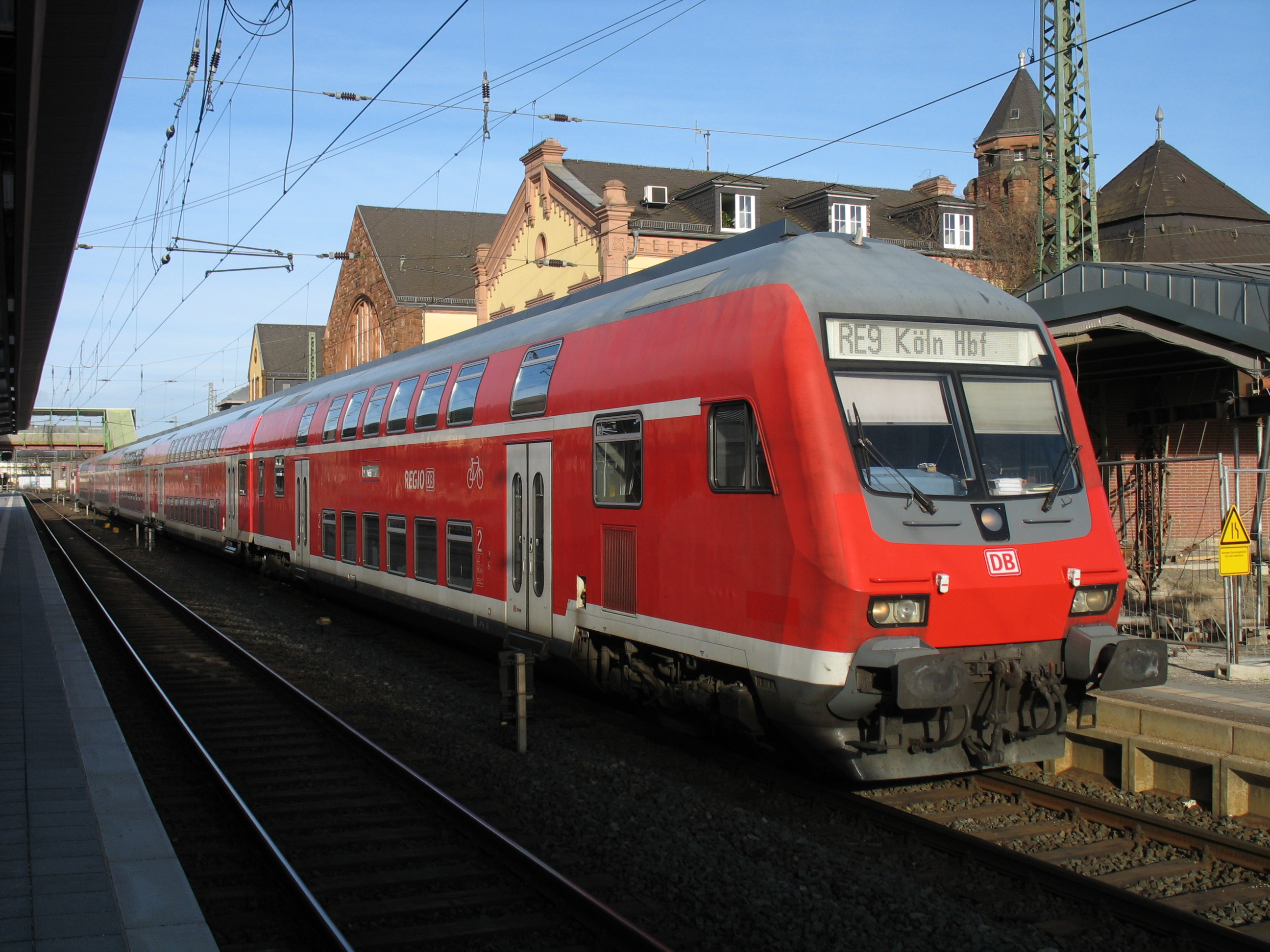
Doppelstocksteuerwagen der Serie Dosto 94 in Gießen

Nach dem Zusammenschluss der beiden deutschen Staatsbahnen zur Deutschen Bahn AG 1994 und der Übernahme der Waggonbau Görlitz GmbH durch die DWA AG 1995 wurden zwischen 1994 und 1997 89 Wagen für die DB hergestellt, davon 31 in verbesserter Ausführung mit Klimaanlage. Anderes als bei nachfolgenden Varianten, sind die Klimaanlagen nicht als Dachgerät ausgeführt worden, sondern befinden sich in einem Geräteschrank an einem Wagenende. Die Wagen basierten auf den zuvor gebauten Schindler-Wagen, erhielten aber wieder selbstentwickelte Drehgestelle des neuen Typs Görlitz VIII.
Zu dieser Serie gehören die Steuerwagen der Bauarten 761 und 762, die durch ihre zeittypisch kantige Kopfform auffallen. Sie erhielten, anders als jene der Bauart 760, nun einen DB-Einheitsführerstand und ausschließlich die Zeitmultiplexe Wendezugsteuerung.
Für den Einsatz in Nordrhein-Westfalen, Bayern, Bremen, Niedersachsen, in Hessen auf der Niddertalbahn und zum Teil in Baden-Württemberg entstanden Steuerwagen mit dem Einstieg im Unterstock, die auf eine Bahnsteighöhe von 760 mm ausgelegt wurden. Sie sind an einer zusätzlichen Klapptrittstufe sowie zwei fehlenden Halbfenstern im Oberdeck und ein fehlendes Vollfenster im Unterdeck zu erkennen. Die höhere Einstiegshöhe wird über höhere Podeste im Eingangsbereich gegenüber der 550-mm-Variante erreicht, die über eine längere Rampe mit dem Sitz- bzw. Mehrzweckbereich im Unterdeck verbunden sind. Auch im Oberdeck wurden Rampen und eine veränderte Deckenkonstruktion zur Führung der Lüftungs- und Kabelkanäle realisiert, um in beiden Etagen eine ausreichende Stehhöhe zu ermöglichen.
Für den Betrieb auf der zum Teil fertiggestellten Normalspurbahn von Daressalam nach Mwanza erwarb die Tanzania Railways Corporation ab 2023 30 modernisierte Doppelstockwagen. Die 22 DBz 751.0 und 8 DABz 756.0 erhielten dafür eine neue Lackierung, aufgearbeitete Drehgestelle und Janney-Mittelpufferkupplungen, zusätzlich wurden sie für den Einbau einer Klimaanlage vorbereitet.
2023 schrieb die Graz-Köflacher Bahn und Busbetrieb GmbH die Beschaffung oder Anmietung von 7 Steuer- und 14 Mittelwagen aus. 2024 folgte die Ausschreibung zur Anmietung von 7 elektrischen Lokomotiven, die mit der DB-Doppelstockbauart 94 einsetzbar sein müssen und auf der Strecke Graz–Wies-Eibiswald im Wendezugbetrieb eingesetzt werden sollen. Die Anmietung soll im Mai 2025 beginnen und im Dezember 2028 mit Verlängerungsoption enden.

### Dosto 97
1997 wurde DWA durch Bombardier übernommen. Die in diesem Jahr entwickelten, teilweise durch den Einbau von Magnetschienenbremsen bis zu 160 km/h zugelassenen Wagen der Serie Dosto 97 wurden bis 2003 gebaut.
Besonders auffällig sind die Änderungen an den Steuerwagen (Bauarten 763 und 764), die eine neue, rundliche Kopfform und einen mittig angeordneten Führerstand erhielten.
Der Antrieb der Außentüren erfolgt nun nicht mehr mit Druckluft, sondern durch Elektromotoren.

### Dosto 2003

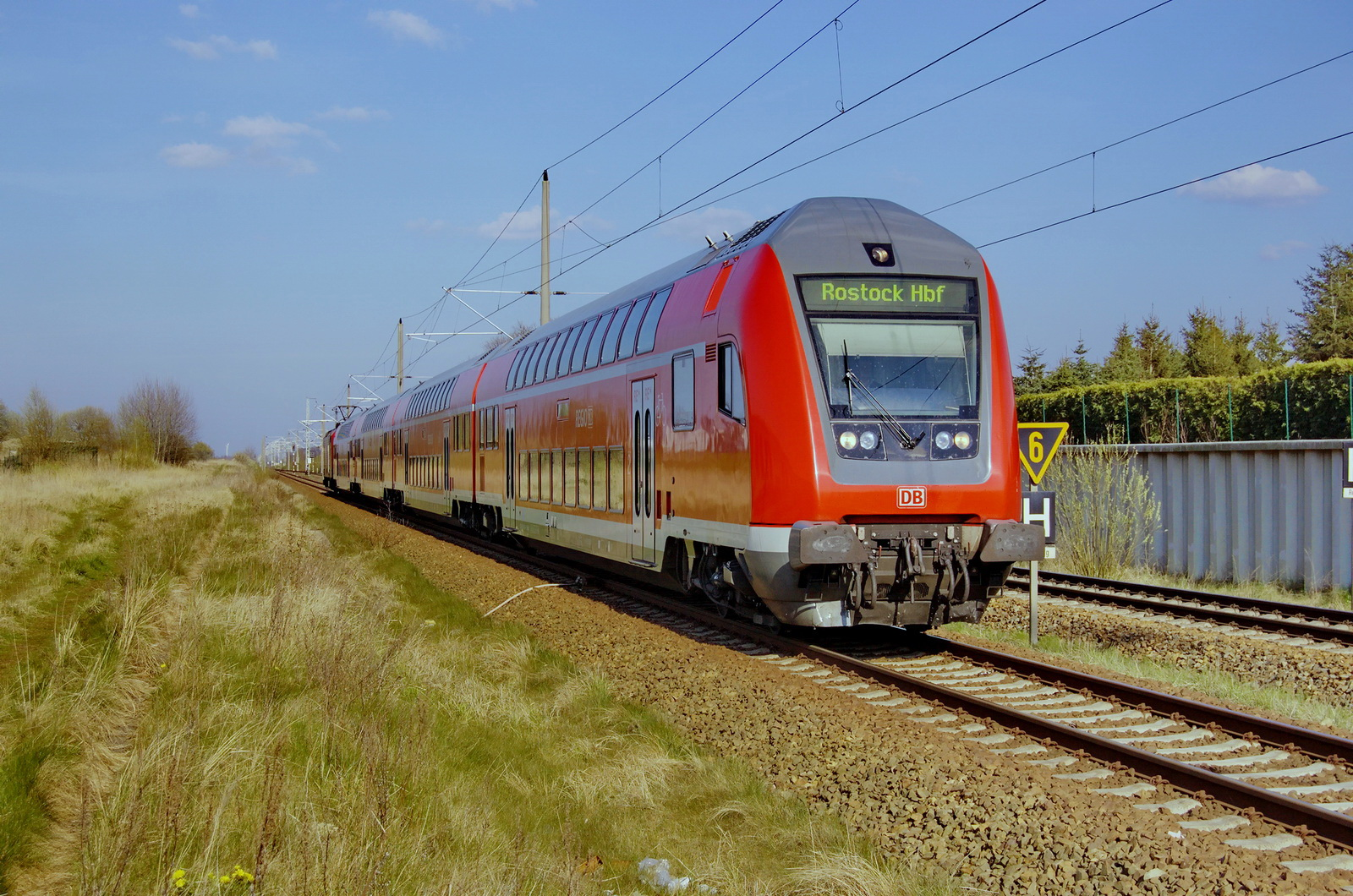
Doppelstocksteuerwagen der Serie Dosto 2003 in Ribnitz-Damgarten Ost

Ab dem Jahr 2000 wurde die Konstruktion der Wagenkästen erneut geändert, dies ermöglichte schmalere Stege zwischen den Fenstern beider Geschosse. Mit der neuen Serie wurde das Dachprofil verändert. Dieses weist nun an der Spitze eine ebene Fläche auf, die über Kanten in die Rundung der Seitenfläche übergeht. In der vorherigen Serie wurde das Dach vollständig rund ausgeführt.
Die Steuerwagen der Bauarten 765–767 sind den Vorgängern sehr ähnlich. Ab der Bauartnummer 766 erhielten die Führerstände statt der vorherigen analogen Anzeigen Displays.
Neben der Deutschen Bahn wurde diese Wagenvariante auch an die Landesnahverkehrsgesellschaft Niedersachsen, die Länderbahn, die Koleje Mazowieckie, die dänische Staatsbahn und die luxemburgische Staatsbahn ausgeliefert.

### Dosto 2010 / Twindexx

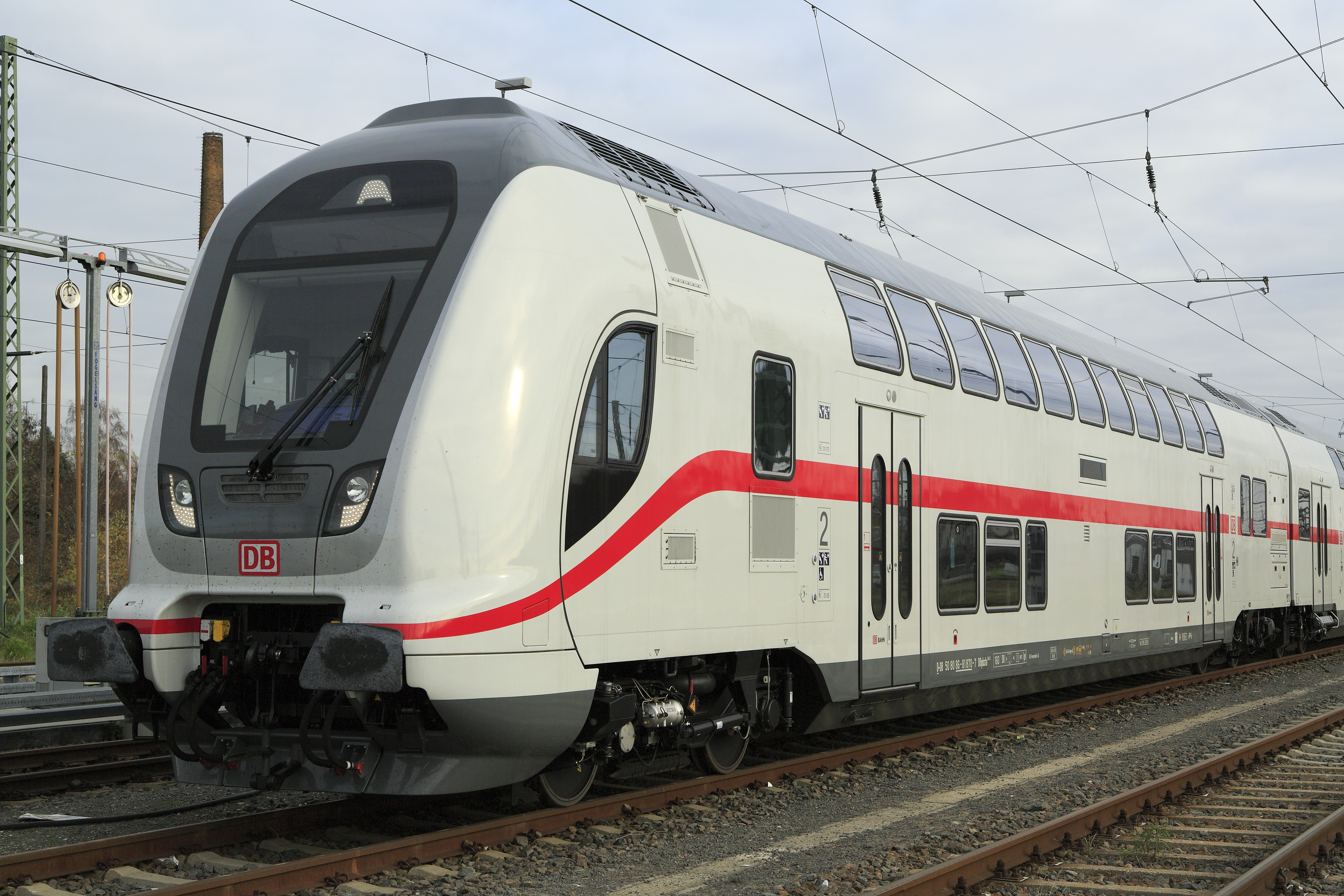
Twindexx Vario als Intercity 2 in Leipzig (Schönefelder Gruppe) während der Personalschulung im November 2015

2008 führte Bombardier mit den in Deutschland  Dosto 2010 genannten Wagen eine neue Generation Görlitzer Doppelstockwagen ein. Sie erhielten unter anderem neue Drehgestelle der Bauart Görlitz IX und eine neue Kopfform der Steuerwagen. Neu sind seither auch angetriebene Endwagen erhältlich.
Der Hersteller bezeichnet Züge mit diesen Wagen als TWINDEXX Vario. Ein davon abgeleiteter Typ von Hochgeschwindigkeitstriebzügen wird als „TWINDEXX Express“ bezeichnet, der mit modifizierten Wagenkästen für die Schweizerischen Bundesbahnen (SBB) entwickelt wurde und dort als RABe 502 eingeordnet ist.